# Чемпионат СССР по лыжным гонкам 1986
57-й лично-командный чемпионат СССР по лыжным гонкам проводился в 2 этапа.
I этап прошел в Бакуриани (Грузинская ССР) с 29 января по 1 февраля 1986 года. Разыграно 2 комплекта медалей в гонке 50 км (мужчины), в гонке на 10 км (женщины).
II этап прошел в Сыктывкаре (Коми АССР) с 20 по 25 марта 1986 года. Разыграно 6 комплектов медалей в гонках на 15 и 30 км, эстафете 4×10 км (мужчины), в гонках на 5 и 20 км, эстафете 4х5 км (женщины).

## Медалисты

### Мужчины
|                  | Золото                                                                 | Серебро                                                                          | Бронза                                                                |
| ---------------- | ---------------------------------------------------------------------- | -------------------------------------------------------------------------------- | --------------------------------------------------------------------- |
| Гонка на 15 км   | Сергеев Андрей Вооружённые Силы Ленинград                              | Деветьяров Михаил Вооружённые Силы Пермь                                         | Бурлаков Юрий Вооружённые Силы Хабаровск                              |
| Гонка на 30 км   | Бурлаков Юрий Вооружённые Силы Хабаровск                               | Сергеев Андрей Вооружённые Силы Ленинград                                        | Батюк Александр «Динамо» Чернигов                                     |
| Гонка на 50 км   | Сахнов Владимир Вооружённые Силы Алма-Ата                              | Турчин Леонид Вооружённые Силы Алма-Ата                                          | Сергеев Андрей Вооружённые Силы Ленинград                             |
| Эстафета 4х10 км | РСФСР Игушев Сергей Бурлаков Юрий Прокуроров Алексей Деветьяров Михаил | Белорусская ССР Богомазов Андрей Сергеев Сергей Камоцкий Виктор Горбачёв Василий | РСФСР Павлюк Андрей Тимашков Андрей Мазалов Владимир Амосов Александр |

### Женщины
|                 | Золото                                                             | Серебро                                                               | Бронза                                                                    |
| --------------- | ------------------------------------------------------------------ | --------------------------------------------------------------------- | ------------------------------------------------------------------------- |
| Гонка на 5 км   | Королева Нина «Динамо» Московская область                          | Гаврилова Наталья «Динамо» Свердловск                                 | Птицына Лариса «Трудовые резервы» Мурманск                                |
| Гонка на 10 км  | Сметанина Раиса «Урожай» Сыктывкар                                 | Шамшурина Юлия «Урожай» Устинов                                       | Романова Анфиса «Динамо» Владимир                                         |
| Гонка на 20 км  | Сметанина Раиса «Урожай» Сыктывкар                                 | Зимятова Любовь Вооружённые Силы Москва                               | Нагейкина Светлана «Спартак» Московская область                           |
| Эстафета 4х5 км | РСФСР Королева Нина Сметанина Раиса Романова Анфиса Птицына Лариса | РСФСР Егорова Любовь Шаркова Ирина Тябина Валентина Фурлетова Наталья | РСФСР Гаврилова Наталья Тихонова Тамара Нагейкина Светлана Шамшурина Юлия |

Лично-командный чемпионат СССР (24-й) в лыжной гонке на 70 км среди мужчин проводился в Кандалакше Мурманской области 13 апреля 1986 года.

### Мужчины (70 км)
|                | Золото                                    | Серебро                              | Бронза                                      |
| -------------- | ----------------------------------------- | ------------------------------------ | ------------------------------------------- |
| Гонка на 70 км | Сергеев Андрей Вооружённые Силы Ленинград | Каширский Александр «Спартак» Москва | Сергеев Геннадий Вооружённые Силы Ленинград |

Лично-командный чемпионат СССР (12-й) в лыжной гонке на 30 км среди женщин проводился в Апатитах Мурманской области 12 апреля 1986 года.

### Женщины (30 км)
|                | Золото                                | Серебро                          | Бронза                                          |
| -------------- | ------------------------------------- | -------------------------------- | ----------------------------------------------- |
| Гонка на 30 км | Гаврилова Наталья «Динамо» Свердловск | Ордина Антонина «Динамо» Калинин | Нагейкина Светлана «Спартак» Московская область |